# Borneo
Borneo este a treia insulă ca mărime pe glob, după Groenlanda și Noua Guinee. Din punct vedere politic insula este împărțită între statele Indonezia, Malaezia și Brunei, partea de nord sunt provinciile ce aparțin de Brunei și Malaezia, iar partea cea mai mare „Kalimantan” aparține Indoneziei.
Aproximativ 73% din insulă, aparține Indoneziei, statul Malaeziei ocupă un procent de circa 26%, iar statul Brunei, numai un procent.
Insula Borneo este marginită de Marea Chinei de Sud în partea de nord și nord-vest, de marea Sulu la nord-est, în est de marea Celebes si de strâmtoarea Makassar, iar la sud de marea Java și strâmtoarea Karimata.
Cel mai înalt punct al insulei este vârful Kinabalu, la 4.095 metri, situat în partea Malaeziei.